# 英厄·莱曼
英厄·莱曼，或译为英格·雷曼（丹麥語：Inge Lehmann，1888年5月13日—1993年2月21日），丹麦女性地震学家暨地球科学家。1936年发现了地球地核不为单一熔融球体，而为拥有物理状態相当不同内核与外核两層（证实5150公里深处存在着外核与内核的界面），1969年，获选为英国皇家学会院士。 莱曼被認為是地震學研究領域中女性和科學家的先驅。

## 早年生活和教育
莱曼出生于丹麦哥本哈根厄斯特布羅。她的母亲为家庭主妇伊达-索菲-托斯勒夫（Ida Sophie Tørsleff，1853年－1911年），她的父亲是实验心理学家阿尔弗雷德·乔治·路德维克·莱曼（Alfred Georg Ludvik Lehmann，1858年－1946年），是丹麦实验心理学研究的先驱。 莱曼家族起源于波西米亚；丹麦分支包括律师、政治家和工程师。英厄·莱曼的祖父铺设了第一条丹麦电报线路（1854年），她的曾祖父是国家银行行长。她外公汉斯·雅各布·托斯莱夫来自一个古老的丹麦家族，每代都有一位牧师。托斯莱夫家族的成员是著名的公共领袖和妇女权利运动积极分子。英格的表亲曾担任贸易部长、丹麦妇女协会主席和丹麦女童子军领袖。她的妹妹西格妮是一位单身母亲，后来成为一名颇受欢迎的学校督学。
1904年，莱曼的父母将她和妹妹送入了Fællesskolen学校。这是一所自由进步的学校，为男孩和女孩提供相同的课程，这在当时并不常见。这在当时的大多数学校都是男女分开教育的，因此并不常见。性别隔离的原则对以教育为导向的女孩来说更为严重。人们认为，让女孩在整个青春期都处于精神疲惫的状态是有害的。人们认为男性在生理上更适合这类活动，因此可以参加高中入学考试，并在15岁开始接受高中教育，而女性则不允许这样做。这项政策一直有效到1903年。
这所学校的领导者是尼尔斯·玻尔的姨母汉娜·阿德勒 (Hanna Adler) ，她是一位具有开拓精神的女学者，也是性别平等的坚定信徒。
其于尼尔斯·玻尔姨母汉娜·阿德勒教導下接受基礎教育。据莱曼所述，其父亲与阿德勒为影響其智力发展最重要两个人。于完成基礎教育后，莱曼于身体狀況不佳情形下，断断续续地于哥本哈根大学与剑桥大学修读数学。
在漢堡大學學習數學一段短時間後，她於1923年接受哥本哈根大學精算學教授J.F. Steffensen的助理職位。
莱曼有一個妹妹Harriet，她後來成為了一名演員。英厄·莱曼成年後一直獨自生活。她在1917年3月解除了婚約，並決定繼續未婚，以追求學術生涯，這在當時並非不尋常的選擇。

## 事業

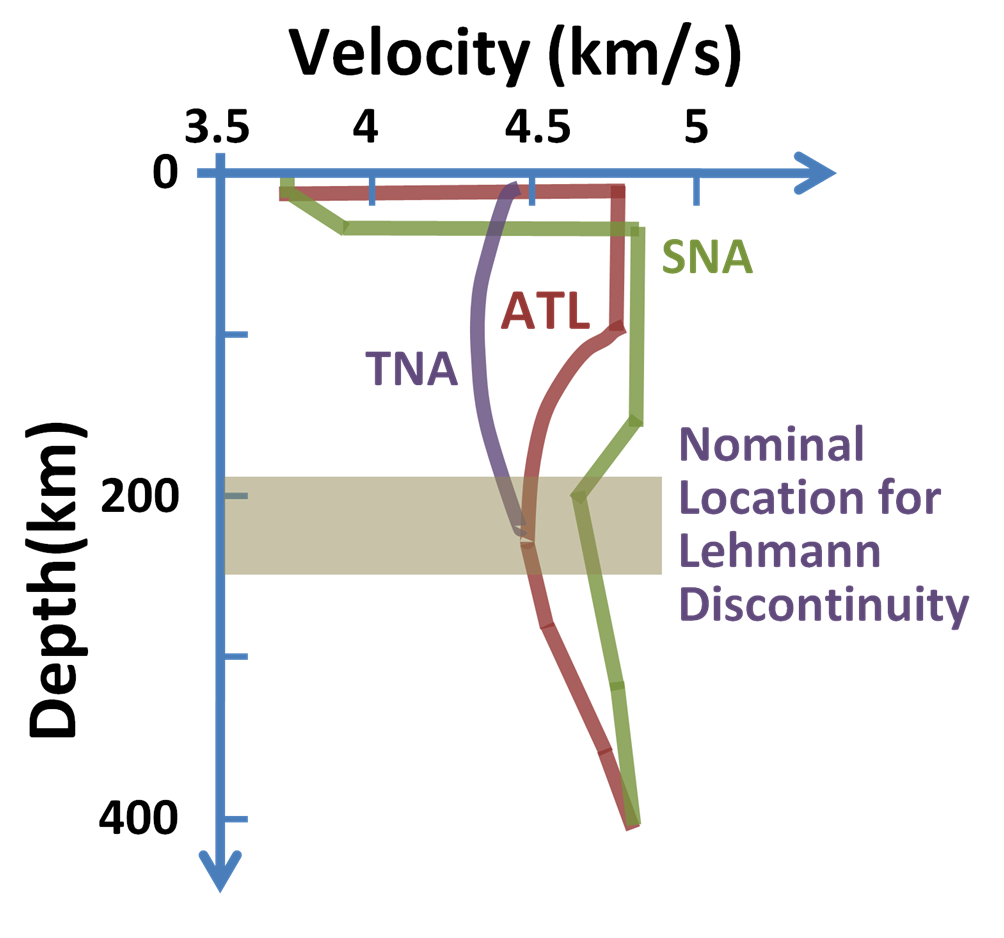
對莱曼不連續性的現代理解：三個構造省近地表的地球中地震S波的速度： TNA = 北美構造區 SNA = 北美盾狀區 和 ATL = 北大西洋。

于保险业工作数年后，1925年, 莱曼被指派擔任地震學家Niels Erik Nørlund研究助理。她對他的領域產生了濃厚的興趣，並開始自學。1927年，她被選為丹麥的代表，出席国际大地测量学与地球物理学联合会 (International Union of Geodesy and Geophysics)。在接下來的四十年中，她又八次擔任此職務。1928年，莱曼獲得地震學科學碩士學位，同年她被任命為丹麦大地測量研究所（Geodætisk Institut）地震學部門的主管。 在這個職位上，她負責監督三個地震觀測站的運作，其中兩個位於格陵蘭。她親自操作位於哥本哈根的地震觀測站，並根據其讀數撰寫報告。雖然這不是她工作的一部分，但莱曼也在該設施從事研究工作。
1929 年，莱曼研究了袭击新西兰南岛的麦奇生地震 。她分析了地震数据，发现在俄罗斯城市斯维尔德洛夫斯克和伊爾庫茨克记录到了振幅很大的波，这两个地方都是意想不到的。在查看了地震数据后，莱曼注意到地震会向外发射波，这些波被称为地震波。这些波出现在意想不到的地方是因为有理论认为S波和一些P波会被地核偏转，从而形成一个阴影区，波无法穿过。而这些波似乎穿过了那个区域到达了俄罗斯。这使她发现地球中心有一个由固体物质组成的球形核心。
莱曼一篇论文標题为不引人注目「P」，于该论文中其首先提出P波于到达地球内核区会因为折射会莫名出现陰影区原因。这项解释于之后二到三年内被其他居领導地位地震学家賓诺·古登堡、查尔斯·弗朗西斯·里克特与哈罗德·杰弗里斯等人接受。第二次世界大战期间丹麦被纳粹德国占领，使莱曼工作受到阻礙，並使其与国際地震学界联繫受到影響。
莱曼于1953年从丹麦研究所退休，其于该研究所任职最后几年与同事關係不合，部分原因可能为其没有耐心应付能力不如其同事。之后莱曼于美国居住数年，並且研究地壳与地幔。
在美国期间，莱曼与莫里斯·尤因和弗兰克·普雷斯合作，对地壳和上地幔进行了研究。在研究期间，莱曼发现了另一个地震波不连续面，该不连续面位于190到250公里深处，並命名为「莱曼不连续面」作为对其尊敬。地球物理学家曾写下：「莱曼不连续面为被一位掌握了‘黑色藝術’的大师，通过对地震记录的严格审查发现了它，而这种‘黑色藝術’是任何计算机技术都无法完全取代的」（Lehmann discontinuity was discovered through exacting scrutiny of seismic records by a master of a black art for which no amount of computerization is likely to be a complete substitute...）。 
1961年至1967年，莱曼还参与了国际地震中心的创建。
莱曼于1993年过世，葬于哥本哈根附近。

## 榮譽與獎項
莱曼因為她傑出的科學成就而獲得許多榮譽：
- 1960年哈利·奧斯卡·伍德獎。
- 1964年埃米爾·維舍特獎。
- 1965年丹麥皇家科學和文學院金質獎章。
- 1938和1967年獲得Tagea Brandt Rejselegat。
- 1969年獲選為英國皇家學會院士[18] 。
- 1971年威廉·鮑威獎，是該獎首位女性得主。該獎項是美國地球物理聯盟最高榮譽，授予對地球物理學研究做出基本貢獻的科學家。
- 1977年美國地震學會獎章。

此外，莱曼於1964年獲得美國哥倫比亞大學榮譽博士，1968年獲得哥本哈根大學榮譽博士。並且是許多學會的榮譽會員。 

### 命名事物
- 小行星5632命名為 Ingelehmann[19][20]。
- 1995年美國地球物理聯盟成立英厄·萊曼獎章，該獎章授予「對地球的地函和地核結構、組成成分和動力學的了解有傑出貢獻的科學家」，於1997年首次頒發[21]。

### 紀念
2015年5月13日，Google將其網站的標誌改為剖開成兩半、露出地函及地核的地球，以紀念英厄·莱曼127歲誕辰。

## 著作
- Lehmann, Inge (1936): P. Publications du Bureau Central Séismologique International A14(3), S.87-115

## 相關傳記
- Lehmann, Inge. . EOS. 1987, 68 (3): 33–35  [2013-03-25]. （原始内容存档于2013-09-19）.（英文）
- Swirles, Lady Jeffreys, Bertha. . Quarterly Journal of the Royal Astronomical Society. 1994, 35 (2): 231. Bibcode:1994QJRAS..35..231W. （原始内容存档于2008-07-06）.（英文）
- Inge Lehmann in CWP at UCLA（英文）
- Royal Society citation Archive.today的存檔，存档日期2012-12-23（英文）
- Inge Lehmann: Discoverer of the Earth's Inner Core（英文）
- Inge Lehmann (1888 - 1993) （页面存档备份，存于）（丹麦文）